# 苦與甜
《苦與甜》是SNH48衍生團體塞納河組合的第一張EP，於2015年10月20日及10月31日拍賣銷售。

## 簡介
2015年9月13日，在「星夢劇院兩周年公演」上宣布SNH48第二屆總選舉前三名趙嘉敏、鞠婧禕、李藝彤組成小分隊「塞納河組合」，並披露首張EP《苦與甜》。
MV遠赴巴黎拍攝，於9月28日公開。
10月20日，精裝拍賣版在SNH48官方商城拍賣。10月31日，於上海紅坊創意園區舉辦現場簽售會。
EP內含一張CD和一張DVD，共收錄三首歌，其中第二屆總選舉冠軍趙嘉敏演唱兩首個人歌曲。
特典附贈一套生寫真、三張握手券及三張SNH48第二屆年度金曲大賞BEST 30投票券。

## 收錄曲目
| CD       | CD                                       | CD       | CD           | CD         | CD                       | CD    |
| 曲序     | 曲目                                     | 作曲     | 编曲         | 演唱者     | 备注                     | 时长  |
| -------- | ---------------------------------------- | -------- | ------------ | ---------- | ------------------------ | ----- |
| 1.       | 虫之诗（原曲：《蟲之敘事詩》（虫のバラード））       | 多胡邦夫 | 野中MASA雄一 | 赵嘉敏     | 原词：秋元康 原唱：AKB48 | 4:36  |
| 2.       | 青春的花瓣（原曲：《櫻花的花瓣們》（桜の花びらたち）） | 上杉洋史 | 樫原伸彦     | 赵嘉敏     | 原词：秋元康 原唱：AKB48 | 5:18  |
| 3.       | 苦与甜（原曲：《甜蜜&苦澀》（スイート&ビター））        | 柴田尚   | 武藤星儿     | 塞纳河组合 | 原词：秋元康 原唱：AKB48 | 4:13  |
| 4.       | 虫之诗（伴奏）                           | 多胡邦夫 |              |            |                          | 4:36  |
| 5.       | 青春的花瓣（伴奏）                       | 上杉洋史 |              |            |                          | 5:18  |
| 6.       | 虫之诗（伴奏）                           | 柴田尚   |              |            |                          | 4:13  |
| 总时长： | 总时长：                                 | 总时长： | 总时长：     | 总时长：   | 总时长：                 | 28:14 |

| DVD  | DVD                |
| 曲序 | 曲目               |
| ---- | ------------------ |
| 1.   | 《苦与甜》拍摄花絮 |

特典
- 生寫真1套（三人合影1張+同一成員單人照3張）
- BEST 30投票券3張（共6次投票權）
- 握手券3張

## 外部連結
- SNH48官網的專頁 （页面存档备份，存于）
- 樂視網上的「《苦與甜》PV」影片